# Гоф, Шейн, 5-й виконт Гоф
Шейн Хью Мэрион Гоф, 5-й виконт Гоф (англ. Shane Hugh Maryon Gough, 5th Viscount Gough; 26 августа 1941, Великобритания — 14 апреля 2023) — британский наследственный пэр.

## Ранняя жизнь
Родился 26 августа 1941 года. Единственный сын Хью Уильяма Гофа, 4-го виконта Гофа (1892—1951), и Маргаретты Элизабет Мэрион-Уилсон (? — 1977). Он получил образование в Винчестерском колледже и Сандхерсте. Лорд Гоф проживал в семейном поместье Кеппох-хаус, недалеко от Дингуолла, Шотландия, но также имел лондонскую резиденцию. Работал в Лондоне. Он был не женат, и в настоящее время нет наследника пэра или баронета.

## Карьера
Лорд Гоф получил образование в школе Абберли-Холл и Винчестерском колледже. Он служил офицером в Ирландской гвардии (подразделение домашних хозяйств Британской армии), следуя семейной традиции. Хотя он последовал за своим отцом в гвардию, его самым известным военным предком, несомненно, является фельдмаршал Хью Гоф, 1-й виконт Гоф. После ухода с военной службы он работал биржевым маклером.
Скончался 14 апреля 2023 года.

## Масонство
Шейн Гоф активно участвует в английском масонстве, будучи инициирован в Ложе принца Уэльского № 259 (Лондон) в 1966 году и назначен мастером Ложи помощи № 2773 (Лондон) в 1972 году. Впоследствии он был мастером Ложи помощи еще на два срока. Он служил старшим Великим хранителем Объединенной Великой ложи Англии в 1984—1985 годах. Он был Великим стюардом в 1974 и 1991 годах, а в 2007 году был назначен мастером Ложи Великих стюардов. Он также связан с масонством в Ирландии и Шотландии.

## Орден Святого Лазаря
Лорд Гоф был настоятелем Великого Бейливика Шотландии в ордене Святого Лазаря (1910). Целью ордена является облегчение страданий больных и обездоленных, с особым акцентом на благотворительную поддержку тех, кто работает для облегчения и лечения проказы.